# Всесвітня виставка 2020
24°57′39″ пн. ш. 55°09′03″ сх. д. / 24.960833333333° пн. ш. 55.150833333333° сх. д.
Експо-2020 — всесвітня виставка, що проводилась у Дубаї (ОАЕ) у 2021—2022 роках.
Місце проведення виставки було визначено в результаті голосування на генеральній асамблеї Міжнародного бюро виставок (МБВ) 27 листопада 2013 року в Парижі. Спочатку виставка мала відбуватися в період з 20 жовтня 2020 року по 10 квітня 2021 року в місті Дубай (ОАЕ). У зв'язку з пандемією COVID-19, що триває, вона була перенесена на 2021 рік, а нові дати були призначені з 1 жовтня 2021 року по 31 березня 2022 року.. Попри те, що виставка відбулася в 2021 році, організатори збережуть назву Expo 2020 з метою маркетингу та брендингу, що означає перший раз, коли Всесвітня виставка була відкладена, а не скасована.

## Інтернет-ресурси
- Expo 2020 Dubai [Архівовано 25 квітня 2022 у Wayback Machine.]
- EXPO 2020 [Архівовано 2 квітня 2022 у Wayback Machine.] — офіційний сайт
- ExpoMuseum / Expo 2020, Dubai, UAE [Архівовано 15 вересня 2013 у Wayback Machine.]
- Dubai World Expo [Архівовано 11 жовтня 2021 у Wayback Machine.]
- Офіційний сайт
- BIE's Expo 2020 page
- Virtual online Expo 2020 [Архівовано 9 жовтня 2021 у Wayback Machine.]